# Осадчевское сельское поселение
Осадчевское сельское поселение — муниципальное образование в Репьёвском районе Воронежской области.
Административный центр — село Осадчее.

## Административное деление
В состав поселения входят 2 населенных пункта:
- село Осадчее;
- хутор Прилужный.

## Население
| 2010 | 2012 | 2013 | 2014 | 2015 | 2016 | 2017 |
| ---- | ---- | ---- | ---- | ---- | ---- | ---- |
| 541  | ↘512 | ↘493 | ↗507 | ↘505 | ↗518 | ↘502 |
| 2018 |      |      |      |      |      |      |
| ↘499 |      |      |      |      |      |      |

## Экономика
На территории Осадчевского сельского поселения находятся сельскохозяйственные угодья фермерского хозяйства «Рассвет». Крестьянское хозяйство, в работе в котором занято большинство проживающего на территории поселения на постоянной основе населения, специализируется на выращивании различных сельскохозяйственных культур, таких как: ячмень, пшеница, рожь, подсолнечник и сахарная свекла.

## Достопримечательности
Основной достопримечательностью поселения является полуразрушенное, но живописное здание Церкви Казанской иконы Божией Матери, находящейся на невысоком холме в самом центре села. Церковь обращена главным фасадом к дороге Хохол−Репьевка.
Построена в начале прошлого века в ретроспективистских традициях, в её ярком насыщенном декоре преобладали мотивы архитектуры романского типа. Даже не являясь действующей, церковь поражает своим величием.